# Big Huge Games
Big Huge Games — американская компания, занимавшаяся разработкой компьютерных игр, располагалась в штате Мэриленд, США. Компания была основана в феврале 2000 года четырьмя разработчиками — ветеранами игровой индустрии: Тим Трэйн; Дэвид Инскор; Джейсон Коулман и Брайан Рейнольдс (ведущий дизайнер Sid Meier’s Alpha Centauri и др.).
Хотя Брайан Рейнольдс был одним из основателей Firaxis Games, он и его товарищи покинули эту компанию, чтобы создать свою собственную и заниматься созданием компьютерных игр в таком жанре, как стратегии в реальном времени. Их первая игра Rise of Nations стала коммерческим хитом. 15 января 2008 года Big Huge Games была приобретена крупным издателем THQ. В марте 2009 THQ выразила намерение закрыть Big Huge Games в связи с финансовыми проблемами, однако в мае того же года компания 38 Studios выкупила Big Huge Games у THQ, сохранив 70 сотрудников из 120.
С 2009 по 2012 год студия занималась разработкой компьютерной ролевой игры Kingdoms of Amalur: Reckoning, оказавшейся коммерчески неуспешной. Вскоре после выхода игры 38 Studios, испытывающая финансовые сложности, приостановила работу Big Huge Games, а потом и вовсе закрыла студию. Значительная часть уволенных сотрудников Big Huge Games перешла в Epic Baltimore, открытое специально для этой цели подразделение Epic Games. Это подразделение было позже переименовано в Impossible Studios, а в феврале 2013 года закрыто.

## Разработанные игры
| Год выхода | Название                                |
| ---------- | --------------------------------------- |
| 2003       | Rise of Nations                         |
| 2004       | Rise of Nations: Thrones and Patriots   |
| 2006       | Rise of Nations: Rise of Legends        |
| 2007       | Catan                                   |
| 2007       | Age of Empires III: The Asian Dynasties |
| 2012       | Kingdoms of Amalur: Reckoning           |
| 2014       | Dominations                             |
| 2020       | Arcane Showdown                         |

### Невыпущенные игры
До перехода от THQ к 38 Studios компания Big Huge Games работала над двумя большими проектами. Разработка этих игр была прекращена ради Kingdoms of Amalur: Reckoning.
- Ascendant (Xbox 360, PlayStation 3, Microsoft Windows)[10][11]
- God: The Game (Wii)[11][12]